# Love (пісня Лани Дель Рей)
«Love» (укр. «Кохання») — пісня американської співачки Лани Дель Рей. Вона була випущена 18 лютого 2017 року лейблами Polydor Records і Interscope Records як головний сингл з п'ятого студійного альбому співачки Lust for Life (2017).
Сингл отримав позитивні відгуки від сучасних музичних критиків, які похвалили вокальні дані виконавиці та інструментал пісні. Композиція досягла успіху у чартах таких країн, як Греція, Україна, Нова Зеландія, Франція та Іспанія.

## Історія створення та реліз
Перші відомості про сингл з'явилися 14 січня 2017 року, коли пісня «Love» була зареєстрована на провайдері послуг ліцензування музики Harry Fox Agency під назвою «Young And In Love».
16 лютого 2017 року, фрагмент пісні просочився в Instagram, однак пости були видалені через порушення авторських прав. На наступний день в Лос-Анджелесі з'явилися рекламні плакати з музичного відео на трек. Того ж дня пісня була опублікована в Інтернеті, до офіційного релізу.
18 лютого композицію «Love» було офіційно випущено як перший сингл лейблами Interscope і Polydor. Пізніше того ж дня аудіо треку було завантажено на YouTube-канал Дель Рей.  Після релізу, першою країною, в якій композиція очолила чарт в iTunes стала Україна. Через два дні, 20 лютого відбулася прем'єра музичного відео на композицію. Наприкінці березня того ж року, в мобільному додатку Snapchat з'явився фільтр в рамках реклами треку.
В інтерв'ю Дель Рей, яке у неї взяла співачка Кортні Лав, Лана сказала: «Сингл не звучить як ретро, але я хотіла повернутися до більш величного, повільного звучання. В останні 16 місяців у Сполучених Штатах та Лондоні відбувалося багато божевілля, коли я там була. Я просто відчувала, що хотіла написати композицію, яка б дозволила мені почуватися більш позитивно під час виконання».

## Музичне відео
Перед виходом відео 20 лютого 2017 року о 18-й годині за київським часом, коли в Лос-Анджелесі в цей час була 8 година ранку, Лана Дель Рей провела пряму трансляцію в своєму акаунті Instagram, де оголосила про вихід музичного відео. Через кілька хвилин відео було викладене на YouTube.
Вперше про дати зйомки стало відомо 26 червня 2016 року. Кастинг-директор Кася Шарек опублікувала в Facebook, що шукає людей для зйомок нового кліпу Лани Дель Рей. 
Музичне відео знімалося 30 червня і 7 липня 2016 року. 30 червня були зйомки з Ланою, а 7 липня знімалися кадри з іншими персонажами та додаткові елементи кліпу. 
Режисером музичного відео на сингл «Love» став Річ Лі. Відеокліп на трек набрав понад 4 500 000 переглядів за перші 24 години, встановивши особистий рекорд в кар'єрі співачки.

## Реакція і критика
Пісня отримала позитивні відгуки критиків. Єва Барлов з журналу Pitchfork, написала, що композиція «переконує слухача, що почуття ще можна урізноманітнити, і любов може перемогти». Також, видання Pitchfork назвало пісню «Кращим новим треком».
Еріка Рассел, з PopCrush заявила, що «Лана повернулася до свого темного кінематографічного поп стилю, щоб створити чудову композицію».
Джейк Вісванафт з журналу V Magazine відзначив, що пісня нагадує звучання альбому Лани Дель Рей Born to Die.
Австралійське видання FasterLouder позитивно відгукнулось про пісню, сказавши: «Пісня сповнена глем-поп-божевілля і цілком можливо, що саме вона є найкращою у Лани Дель Рей».

## Учасники запису
- Лана Дель Рей — композитор, продюсер, вокал
- Рік Ноуелс — композитор, продюсер, бас-гітара, мелотрон, вібрафон, клавішні.
- Еміль Хейні — композитор, продюсер, барабани, синтезатор
- Бенні Бланко — композитор, продюсер, клавішні, барабани.
- Кірон Мензис — додаткове продюсування, звукорежисер.
- Ден Рід — звукорежисер, електрогітара.
- Майк Воззі — мастеринг.